# Impatiens clavicalcar
Impatiens clavicalcar är en balsaminväxtart som beskrevs av Eb. Fischer. Impatiens clavicalcar ingår i släktet balsaminer, och familjen balsaminväxter. Inga underarter finns listade i Catalogue of Life.